# فريد شهاب

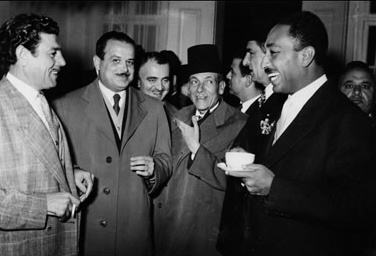
من اليمين إلى اليسار: الرئيس المصري أنور السادات عندما كان الأمين العام للمؤتمر الإسلامي العالمي في بيروت، وعضو البرلمان اللبناني صلاح البزر، ومحمد علي الطاهر، ومدحت فتفت سفير لبنان لدى مصر، والأمير فريد شهاب، ثم الصحفي يونس بحري، في المؤتمر الإسلامي المنعقد في بيروت عام 1955

 فريد شهاب (28 شباط 1908- 5 شباط 1985)، كان يشغل منصب المدير العام لجهاز الأمن العام اللبناني في منتصف القرن العشرين. وهو أحد أبرز الشخصيات الأمنيّة اللبنانية، منذ عهد الاستقلال، والذي يُقرن اسمه بإحدى أبرز المحطات السياسيّة - التاريخيّة، مثل اعتقال مؤسس «الحزب السوري القومي الاجتماعي» أنطون سعادة، ثم اعدامه، إضافة إلى ما عُرف ب أزمة لبنان 1958 وما سبقها ورافقها وتلاها.

## حياته الشخصية
ولد فريد في الحدث في قضاء بعبدا، لبنان بتاريخ 28 شباط 1908. والدته حفيدة آخر أمراء الجبل الأمير بشير الثالث، الأميرة مريم شهاب، أما والده الأمير حارث سيّد أحمد شهاب، فكان العضو الفخري في البرلمان التركي. متزوّج من يولاند نكد وله ولدان، حارس شهاب ويمنى شهاب عسيلي.

## تعليمه الجامعي وسيرته الأمنية
نال فريد شهاب شهادة في الحقوق من جامعة القديس يوسف عام 1930 والتحق بشرطة الانتداب الفرنسي في العام نفسه. تدرّج في السلك الفرنسي حتى تولّى منصب «مدير شعبة مكافحة الشيوعية والتجسّس». اتهم بالعمل لصالح نظام «الرايخ الثالث» الألماني وسجن من شباط 1941 حتى تشرين الأول 1943.ثم أطلق سراحه واسقطت كلّ الدعاوى المرفوعة ضدّه، بأمر من رئيس الجمهورية بشارة الخوري.

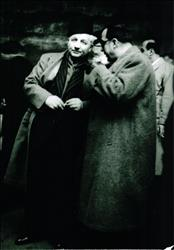
صورة لفريد شهاب مع رياض الصلح

عُيّن قائداً للشرطة القضائية ومحافظاً للبقاع، وكان ضابط الارتباط بين مديرية الشرطة في فلسطين والقوى الأمنية اللبنانية بين عام 1944 وعام 1948 حين عُين مديراً عاماً للأمن العام، وبعد استقالة الرئيس بشارة الخوري عام 1952، تقرّب شهاب من الرئيس كميل شمعون وطوّر هيكلية الأمن العام وقدراتها. والسنوات العشر التي قضاها في هذا المنصب ترافقت مع تطورات عاصفة كادت، في أكثر من مرة، أن تهز أركان الكيان اللبناني الناشئ حديثاً، فمن حرب فلسطين وقيام دولة إسرائيل إلى مشروع سورية الكبرى ومعه مشروع الهلال الخصيب وصولاً إلى قيام الوحدة المصرية - السورية والحرب الأهلية الدامية في صيف سنة 1958.

### عمله بعد الأمن العام ووفاته
انتخب عام 1957 نائباً لرئيس الانتربول واستقال من مديرية الأمن العام بعد أحداث 1958 في لبنان. ثم عُين بعد ذلك سفيراً للبنان في غانا ونيجيريا والكاميرون، وفي عام 1960 عين سفيراً في تونس ومن ثم في جزيرة قبرص في عام 1966. وعاد إلى لبنان إثر تقاعده عام 1969. ثم بعد عودته إلى لبنان في عام 1969 رشح نفسه مرشحاً جدياً إلى منصب رئاسة الجمهورية في العامين 1970 و1976. وخلال تلك الفترة، كانت الحكومات والشركات تطلب مشورته لاعتقادها بأن شبكة اتصالاته القديمة كانت تبقيه على بيّنة من أهم الأحداث والمجريات وتتيح له معايشة الأحداث سواء من الجانب الرسمي أو غير الرسمي.
وابتداء من عام 1982، قرّر أن الوقت قد حان لتدوين شهادته عما عايش أو صنع من أحداث تاريخية بحيث يتسنّى لأجيال المستقبل معرفة ما حصل في حقيقة الأمر. إن الأحداث التي عصفت بلبنان، وما سُمّي بـالحرب الأهلية التي اندلعت في عام 1975، كانت دافعاً أساسياً لتصميمه على تحقيق هذا الأمر. فكان يرفض رفضاً قاطعاً مغادرة منزله الكائن في المنطقة التي عُرفت حينها بـ«بيروت الغربية» بعد اندلاع الحرب، إلى أن تعرّض لمحاولة اغتيال فاشلة فتولّدت لديه قناعة بأن البقاء فيها لم يعد ذا جدوى، فتمّ ترتيب خروجه عبر خطوط التماس التي كانت تقع بمحاذاة مقرّ الأمن العام باعتبار أنه كان المعبر الوحيد من بيروت الغربية إلى الشرقية. وكان مقاتلوا حركة فتح الفلسطينية التابعة لياسر عرفات قد احتلوا في تموز /يوليو من عام 1976 مقرّ الأمن العام ورموا الملفات والوثائق في الشوارع. وبعد ظهر ذلك اليوم بالذات، سارت السيارات التي أقلّته فوق أكوام تجاوزت 30 سنتمتراً من الملفات المبعثرة في مختلف أنحاء الكورنيش، فرأى بأمّ عينه جهدَ حياته والمؤسسة التي بناها والبلاد التي ضحّى من أجلها كثيراً تتناثر أشلاء تحت الدواليب.
في الخامس من شباط عام 1985 توفي فريد في بيروت بعد أن أحرق معظم أرشيفه الأمني بنفسه.

### إحراق أرشيف فريد شهاب
أحرق فريد شهاب وثائق أرشيفه السرّي قبل وفاته بقليل في منتصف الثمانيانات في بيروت. فكان يَخرج إلى شرفة بيته، في منطقة الرملة البيضاء، ليحرق على دفعات كلّ وثيقة حَكَم هو عليها بالإعدام. حملت ابنته، بعد رحيله، الوثائق المتبقيّة إلى بريطانيا. الوثائق مودعة الآن لدى «مركز الشرق الأوسط» التابع لكليّة «سانت انتوني» في جامعة أوكسفورد. الكثير من الباحثين اطلعوا على ما فيها، وقد ألّف بعضهم كتباً توثيقيّة – تأريخيّة بناء عليها، إذ لم تعد ممهورة بـ«سرّي للغاية».
الوثائق كانت عبارة عن تقارير يكتبها مخبروا الأمن العام، ثم تتقاطع مع تقارير أخرى، فتُرفع إلى المدير العام (فريد شهاب) الذي كان بدوره يرفع خلاصاتها إلى رئيس الجمهورية (القصر) ودوائر صنع القرار. ليس بالضرورة أن تكون كتابات المخبرين الأمنيين الحكوميين، كلّها، صائبة، لكن لا يمكن أيضاً تجاهل أنّها كانت إحدى الوسائل التي تعمل على صياغة وعي تلك المرحلة السياسيّة وأشخاصها، وبالتالي صياغة قرارتها، فضلاً عن أنها تبقى، على أقلّ تقدير، وثائق تُخبرنا عن معلومات وأخبار وأفكار سادت في تلك الحقبة.
كيف كان الأمنيّون، ومَن فوقهم، ينظرون إلى وسائل الإعلام اللبنانيّة العاملة آنذاك؟

### وثائق أرشيف فريد شهاب بحرفيّتها كما وردت
- وثيقة 1: «مجلة الأحد لصاحبها رياض طه (1927 – 1980. نقيب سابق للصحافة في لبنان. اغتيل بإطلاق النار عليه وهو في سيارته). أسّسها رياض الصلح (رئيس الحكومة) وصبري حمادة (رئيس مجلس النواب) عام 1950. أعطيا إلى رياض طه عشرة آلاف ليرة لبنانية للإنفاق عليها. وبعد مضيّ مدّة على إصدارها سار رياض طه ضد صبري حمادة وضد رياض الصلح لأنه لا ثبات في سياسة رياض طه، فهو مع الذي يدفع. كان مع بشارة الخوري (رئيس الجمهوريّة) ورياض الصلح فانقلب مع آل إده. سار مع حسني الزعيم (رئيس الجمهورية السوريّة الأولى) ومع سامي الحناوي (خلَف حسني الزعيم في سوريا) مِن بعده، ثم مع أديب الشيشكلي (الرئيس السوري بعد الانقلاب العسكري الثالث) أخيراً. كان في عهد الشيشكلي يعمل لحساب المكتب الثاني السوري لقاء معاش، ثم انقلب على الشيشكلي عندما قطع عنه المعاش، وثار ضدّه مع المعارضة، أي الأحزاب السورية صاحبة ميثاق حمص. ثم سار مع أكرم الحوراني ثم انقلب عليه. كتب ضد السعوديين بعنف وأخذ يهاجمهم، ثم انقلب عندما دفعوا له وصار يمشي حسب سياستهم». وتختم الوثيقة حول طه بالآتي: «كان مع القصر (الجمهوري) حالياً، ثم انقلب عليه بإيعاز من الرياض. له مخصصات من حسين العويني والأمراء السعوديين».
- وثيقة 2: «جريدة الزمان لصاحبها روبير آبيلا (نقيب سابق للصحافة). صاحبها مدير وكالة الأنباء العربية – الإنكليزية. يُعتبر من أنشط عملاء بريطانيا في الشرق. علاقته طيّبة بالقصر، يسير حسب سياسته، وفي ركاب السياسة العراقية. علاقته سلبيّة بالعراق والمملكة السعودية. يعتبر مكتبه لوكالة الأنباء العربية مقراً للجواسيس في الشرق».
- وثيقة 3: «جريدة النهار، سياسية قومية اجتماعية (الحزب السوري القومي الاجتماعي). جريدة النهار كان صاحبها جبران التويني والد غسان ووليد، وكان الأب يعمل في خدمة السياسة الإنكليزية. للنهار مخصصات من الأميركان».
- وثيقة 4: «جريدة الأنباء. لسان حال الحزب الاشتراكي في لبنان (كمال جنبلاط). تسير وفق سياسة القوة الثالثة. لها علاقة بالسياسة الإنكليزية. لها مخصصات من الإنكليز».
- وثيقة 5: «جريدة الأخبار. (هي) جريدة الحزب الشيوعي. تسير وفق سياسة روسيا. سياستها مستمدّة من اللجنة المركزية الشيوعية. تُنفق عليها روسيا لإصدارها».
- وثيقة 6: «جريدة العمل. (هي) جريدة الكتائب اللبنانية. لها مخصصات من فرنسا والشركات الفرنسية في لبنان. تدسّ بإيعاز من أميركا وفرنسا والصهيونية على جميع حكام الدول العربية غير الموالين لهذه الدول. اتجهت أخيراً نحو سياسة أميركا القائلة بفصل لبنان عن العالم العربي وإبقائه بوجه مسيحي. الفاتيكان يساعد جريدة العمل وحزب الكتائب اللبنانية».
- وثيقة 7: «جريدة اليوم لصاحبها عفيف الطيبي (1913 – 1966. نقيب سابق للصحافة). كانت سابقاً لسان حال الشيخ بشارة الخوري (رئيس الجمهورية) ومن ورائه صار له علاقة بالأميركان. تسير في سياسة ضد العراق بإيعاز من المملكة السعودية. تسير بسياسة ضد مجلس الثورة في مصر. عفيف الطيبي يعمل لحساب الإفرنسيين منذ أمد بعيد، عندما كان في ألمانيا مع يونس البحري، وهو وكيل الشركات التجارية الإفرنسية وتدرّ عليه ربحاً كبيراً تعادل عمله للإفرنسيين. تلقّى دعوة لزيارة السودان من الأزهري بعد انقلابه على جمال عبد الناصر، فذهب شقيقه وفيق إلى الخرطوم وبقي فيها أسبوعاً، ثم عاد ليكتب مذكرات ضد مجلس الثورة وذلك منذ مدة شهرين تقريباً. يتقاضى مخصصات من السعودية والإفرنسيين وعبد الله المبارك».
- وثيقة 8: «جريدة الزوابع. مثل جريدة النهار (سورية) قومية اجتماعية. لها مخصصات من شركة التابلاين لقاء نشر مواضيع أدبية ضد الشيوعية. يزوّد الأميركان صاحب الزوبعة بسياسة معينة».
- وثيقة 9: «جريدة صدى لبنان. مثل النهار والزوبعة (سورية) قومية اجتماعية. محمد البعلبكي (1921. نقيب سابق للصحافة) صاحب جريدة صدى لبنان هو قومي سوري. له علاقة متينة بالأميركان وقد سافر إلى أميركا منذ خمسة أشهر على حساب نظارة الخارجية الأميركية وبقي فيها ثلاثة أشهر. تستمد الجريدة سياسة معينة من الأميركان بعد ذهاب البعلبكي أخيراً لأميركا بدعوة من حكومتها».
- وثيقة 10: «جريدة بيروت. صاحبها والمشرف عليها محيي الدين النصولي (1898 – 1961. نقيب سابق للصحافة. وزير الأنباء في حكومة سامي الصلح. ممثل لبنان لدى الأمم المتحدة). معروف بعلاقته بالإنكليز منذ أمد طويل. تسير جريدة بيروت وفق سياسة القصر ومع الحلف التركي ـــ العراقي. لها خطوط سياسية معينة ضد مصر ومجلس الثورة».
- وثيقة 11: «جريدة كل شيء. أصحابها وفيق العلايلي ومحمد بديع سربيه. كانت جريدة تابعة للحزب (السوري) القومي السوري سابقاً لشخص أحد أصحابها السابقين محمد البعلبكي، صاحب جريدة صدى لبنان حالياً. تسير الآن في خدمة المصالح التجارية الأميركية عن طريق صائب سلام (1905 – 2000. رئيس حكومة عدّة مرّات بين 1952 – 1973). سياستها غير مستقرة: ميّالة على الجانبين. لكنها أمْيَل للمعسكر المصري ــــ السعودي».
- وثيقة 12: «جريدة الرواد لصاحبها بشارة مارون. تعمل للقصر (الجمهوري). في بيروت خمسة صحافيين يعملون مع كل عهد. بشارة مارون ومحمد شقير (صاحب جريدة النداء) وسعيد فريحة (مجلة الصياد) وحنا غصن (جريدة الديار) وزهير عسيران (جريدة الهدف). كان مارون سابقاً يعمل للقصر ويسير حسب سياسته، والآن كذلك. كان سابقاً يسير وفق سياسة رياض الصلح. له علاقة مع الإنكليز منذ أمد طويل ويسير وفق ما تتطلّبه السياسة الإنكليزية».
- وثيقة 13: «مجلة الدبور، لأصحابها ريشار وفؤاد مكرزل. أصحابها معروفون منذ أمد طويل بعلاقتهم مع الإفرنسيين. تسير سياسة الدبور بركاب السياسة الأميركية ــــ الإفرنسية، ولها مخصصات من الشركات الأميركية والإفرنسية. علاقتها سلبية في البلاد العربية».
- وثيقة 14: «مجلة الجمهور، لصاحبها ميشال أبو شهلا وابنه فريد. تسير حسب السياسة الأميركية. لها مخصصات كبيرة من الأميركان وخاصة من الـ» تابلين«وتقوم الـ» تابلين«بطبع مشروعات مجلة الجمهور مجاناً، وقد أوجد لها هذه العلاقة الأستاذ حبيب أبو شهلا النائب والوزير السابق في لبنان ووكيل شركة الـ«تابلين» حالياً. كانت سياسة الجريدة قائمة في زمن رياض الصلح على أساس الاتحاد بين العراق وسوريا، ثم انقلب أبو شهلا على الاتحاديين. لها مخصصات من صائب سلام ـ وحسين العويني (رئيس حكومة). لها علاقة طيبة في مصر والمملكة السعودية».
- وثيقة 15: «جريدة الهدف. صاحبها زهير عسيران (أحد الخمسة الذي يعملون بركاب القصر). سياستها عراقية صرفة مثل جريدة الحياة. لها مخصصات دائمة من حكومة العراق. زهير عسيران يستمدّ سياسة معادية لمصر والمملكة السعودية من صالح جبر ونوري السعيد (رئيس وزراء العراق في العهد الملكي) وجميل عبد الوهاب (سفير العراق في لبنان). منشورات الإخوان المسلمين وغيرهم المعادية لمصر والمملكة السعودية يطبعها زهير عسيران بنفسه. اتجهت (جريدة) الهدف أخيراً نحو المملكة السعودية ومصر بإيعاز من تقي الدين الصلح، عميد حزب النداء القومي، الذي قبض من المملكة السعودية ليسير هو وحزبه ومعه جريدة الهدف في ركاب السياسة المصرية ــــ السعودية. بدأت الهدف تنفّذ هذه السياسة بحذر بعد أن انقطعت مخصصات العراق عنها».
- وثيقة 16: «جريدتا التلغراف والطيار. أصحابهما نسيب وتوفيق المتن. للجريدتين علاقة بفرنسا والسياسة الروسية. ليس للجريدتين شأن يذكر أو قيمة معنوية في الرأي العام. الحاج حسين العويني (رئيس الحكومة) دفع للمتن صاحب التلغراف مخصصات بإيعاز من المملكة السعودية».
- وثيقة 17: «مجلة الصياد. صاحبها سعيد فريحة، وهو أحد الصحافيين الخمسة الذين قلنا بأنهم يسيرون بركاب القصر وأسّس له رياض الصلح (رئيس الحكومة) مجلة الصياد. يسير في ركاب السياسة الإنكليزية عن طريق إميل البستاني وكميل شمعون، ويعمل لحساب البريطانيين ويستمدّ ما يكتبه في صالح السياسة البريطانية عن طريق إميل البستاني، وفي صالح السياسة الأميركية عن طريق خليل وسعيد تقي الدين، وخليل هو سفير لبنان في القاهرة. له مخصصات من إميل البستاني ــــ القصر ــــ من المملكة العربية السعودية عن طريق نجيب صالحة ومن صائب سلام. علاقته طيبة بمجلس الثورة في مصر تماماً وكانت كذلك في عهد (الملك) فاروق».
- وثيقة 18: «جريدة الحياة. صاحبها كامل مروة. نهجها السياسي إنكليزي ــــ أميركي. لها مخصصات واسعة من السلطات العراقية وخاصة مجلس الأعيان العراقي. المطبوعات الرسمية للحكومة العراقية تطبع في جريدة الحياة في بيروت لقاء عمولة ضخمة تزيد عن عشرة آلاف دينار عراقي سنوياً. يستمدّ مروة سياسته من نوري السعيد وعبد الإله وصالح جبر وحزب الاستقلال العراقي المؤيد للاتحاد بين سوريا والعراق، وكذلك ينهج كامل مروة سياسة منسجمة مع سياسة حزب الشعب في سوريا المؤيد للاتحاد السوري ــــ العراقي. الأهداف السياسية التي تسعى حكومة العراق لترويجها في لبنان وسوريا تعهد بها إلى جريدة الحياة، وإلى الفلسطيني أكرم زعيتر، أحد كتّاب جريدة الحياة».
- وثيقة 19: «جريدة الجريدة. صاحبها جورج نقاش. المشرفون على توجيهها نصري المعلوف ورشدي المعلوف، وهما من حزب النداء القومي المعروف بعلاقته بنوري السعيد وعبد الإله وصالح جبر. تنتهج الجريدة سياسة ممالئة للمعسكر الغربي وضد المعسكر الشيوعي - سياسة سورية عربية سعودية».